# Museumsverein Aachen

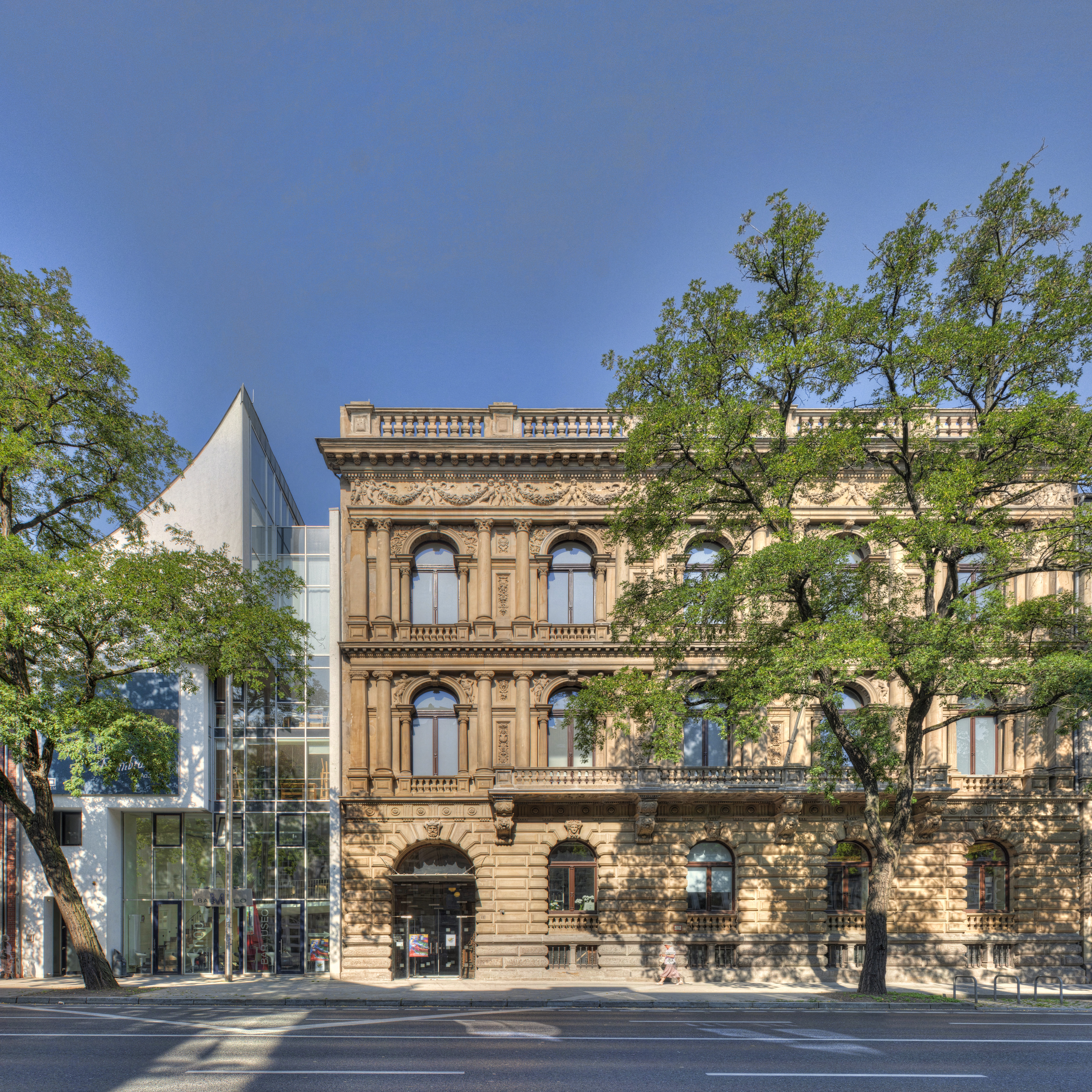
Suermondt-Ludwig-Museum Aachen und Sitz des Museumsvereins Aachen

Der Museumsverein Aachen e. V. ist ein am 9. Februar 1877 gegründeter Zusammenschluss kunstinteressierter Bürger, deren anfängliches Ziel es war, bedeutende Kunstsammlungen aus Nachlässen zu übernehmen, um diese für die Nachwelt dauerhaft zu erhalten und auf Ausstellungen darzubieten. Bereits sechs Jahre später trat der Museumsverein Aachen als Gründerverein des Suermondt-Museums auf und sieht sich heute als Förderverein für die Museen der Stadt Aachen. Der Verein hat seinen Sitz im heutigen Suermondt-Ludwig-Museum in der Wilhelmstraße in Aachen.

## Aufgaben und Ziele
Der Museumsverein sieht sich als Garant für die Bewahrung der aus Bürgerstiftungen hervorgegangenen städtischen Museen und trägt durch entsprechende Öffentlichkeitsarbeit dazu bei, deren Bestände einem interessierten Publikum nahezubringen. Hierzu organisiert er Vortragsreihen unter Leitung kompetenter Kunsthistoriker sowie Programme für Wechselausstellungen aber auch Fach-Exkursionen ins In- und Ausland.
Darüber hinaus unterstützt der Verein den Ankauf und die Restaurierung von Kunstwerken, die Ausrichtung von Ausstellungseröffnungen sowie eine Vielzahl weiterer Aktionen in den städtischen Museen. Er setzt sich ferner für eine Verbindung von alter und neuer Kunst ein und fördert im Besonderen die Öffnung seiner Sammlungen für die aktuelle Gegenwartskunst.
In der heutigen Zeit versteht sich der Verein vor allem als Förderverein der städtischen Museen Aachens, zu denen das Suermondt-Ludwig-Museum, das Couven-Museum, das Internationale Zeitungsmuseum und das Zollmuseum Friedrichs zählt sowie der Bestand des 2010 geschlossenen Museums Burg Frankenberg, welcher teilweise in dem 2014 neu eingerichteten Aachener Centre Charlemagne am Katschhof untergebracht wurde. Mit dem eigenen Förderverein des Ludwig-Forums für Internationale Kunst pflegt der Aachener Museumsverein eine enge Kooperation.

## Aachener Kunstblätter
Auf Initiative des damaligen Direktors des Suermondt-Museums Hermann Schweitzer hin, wurden ab dem Jahr 1906 die Aachener Kunstblätter vom Museumsverein Aachen als offizielles Nachrichtenorgan und Forum für wissenschaftliche Beiträge herausgegeben. Ziel dieser Publikationen war es, den Mitgliedern aber auch kunstinteressierten Bürgern die Möglichkeit zu geben, sich sowohl einen Überblick über den Bestand der vorhandenen Sammlungen als auch über deren kunsthistorische Reputation zu verschaffen. Zugleich sollten diese Kunstblätter dazu dienen, dem Museumsverein neue Mitglieder und den Museen neue Gönner zuzuführen.
Mit dem Heft 15 im Jahr 1931 und dem aufkommenden Nationalsozialismus wurde die Herausgabe der Aachener Kunstblätter vorübergehend eingestellt. Erst im Jahr 1957 erschien auf Veranlassung des neuen Vorsitzenden Peter Ludwig mit dem Heft 16 die Neuauflage dieser Reihe, die heute zu den bedeutendsten kunsthistorischen Periodika in Deutschland zählt. Im Jahr 2011 wurde der 64. Band herausgegeben, der schwerpunktmäßig an Irene Ludwig und den Industriellen Bernd Monheim erinnert, die beide im Jahr 2010 verstarben.
2014 stand zeitweilig die Entscheidung im Raum, die Kunstblätter einzustellen. Als Grund wurden die schwierige Finanzierung und sinkende Nachfrage genannt. Schließlich entschied sich der Museumsverein jedoch, ein neues Finanzierungskonzept zu erarbeiten, um die traditionsreiche Reihe nach Möglichkeit fortsetzen zu können.
2018 erschien Band 66 der Aachener Kunstblätter in überarbeitetem Format mit dem Titel „Kunst in und aus Aachen“. Zukünftig sollen sie wieder alle zwei Jahre erscheinen.

## Geschichte

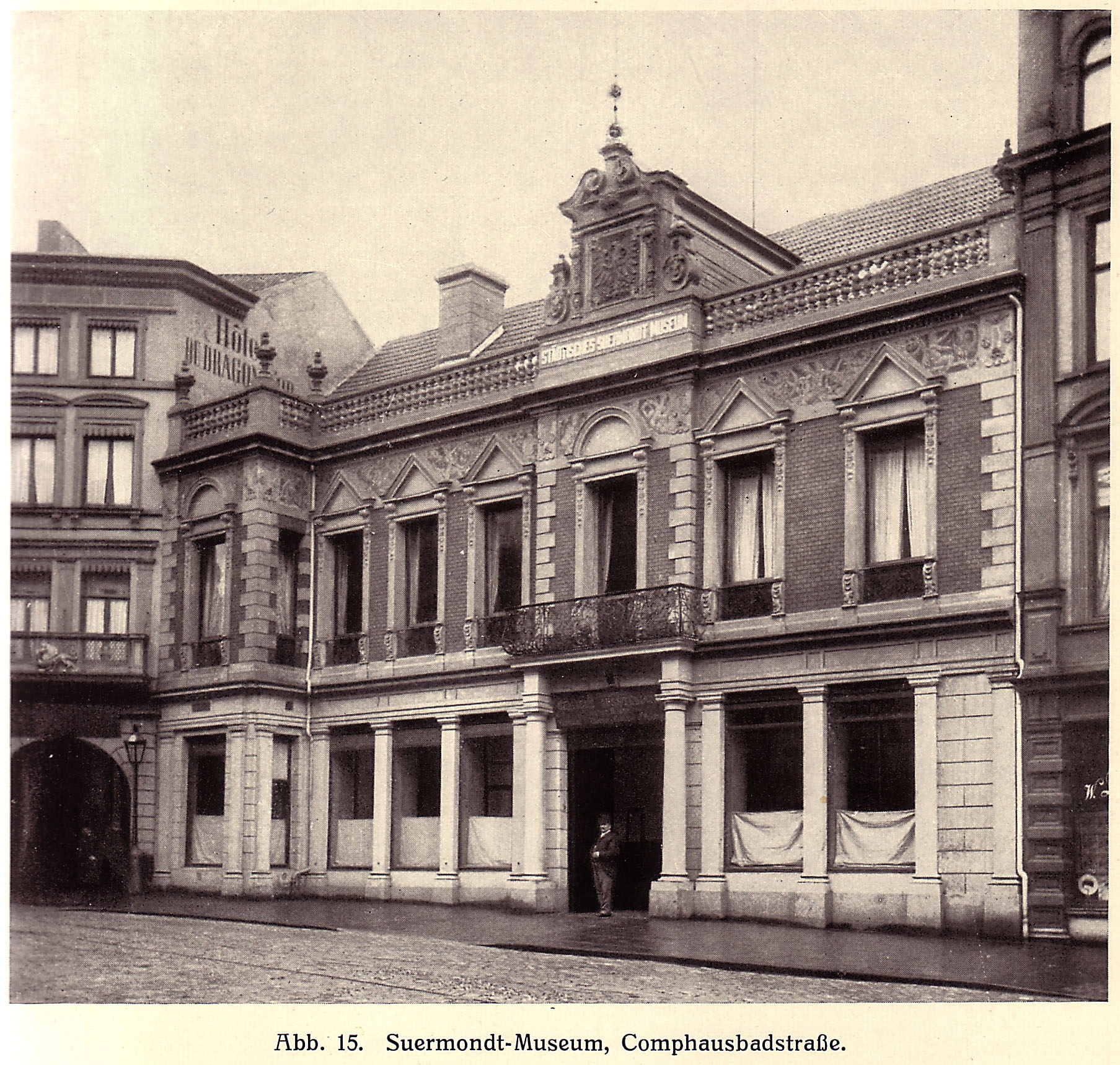
Alte Redoute Aachen – erster Sitz des Museumsvereins Aachen

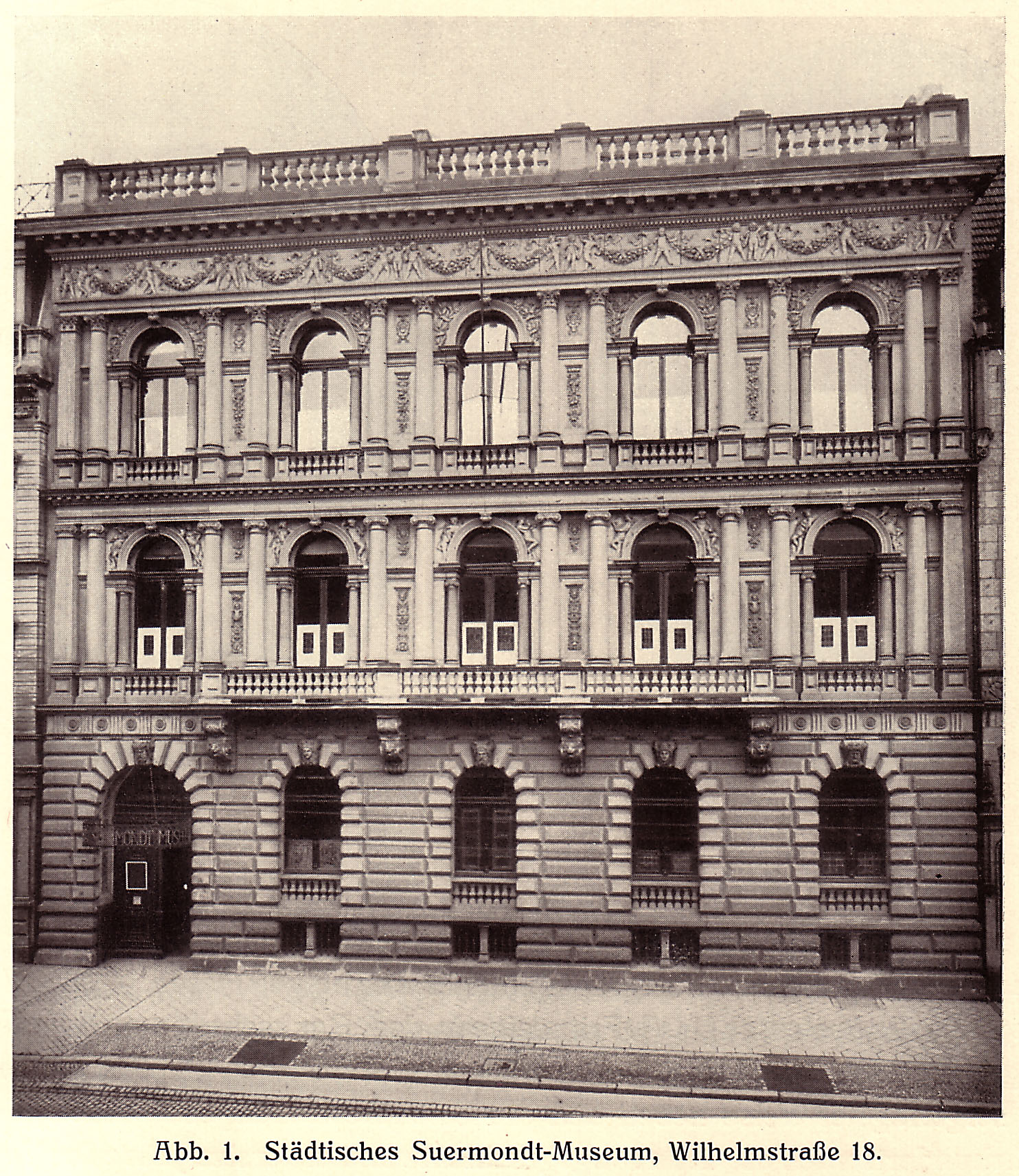
Villa Cassalette – Sitz des Museumsvereins ab 1901

Vereinzelt bereits vor dem Eintritt Aachens ins preußische Reich, aber in verstärktem Maße seit dieser Zeit, war man in Aachen darum bemüht, Räume für eine dauerhafte Museumsgründung zu organisieren. Doch erst im Jahr 1877 waren diese Bemühungen von Erfolg gekrönt, nachdem die Gründung des Aachener Museumsvereins erfolgt war und damit verbunden die Übertragung des vorderen Teils der Alten Redoute Aachen in der Kombhausbadstraße Nr. 11 durch den amtierenden Oberbürgermeister Ludwig von Weise. Diese Räumlichkeiten befanden sich seit den 1850er Jahren in städtischem Besitz und standen bereits mehrfach für diverse Ausstellungen zur Verfügung.
Bereits ab dem nächsten Jahr erfolgten die ersten Ausstellungen, welche anfangs meist noch mit geliehenen Kunstgegenständen bestückt waren. Durch die Einführung von Mitgliedsbeiträgen konnten jetzt ganze Sammlungen angekauft werden, zusätzlich kamen nun auch die ersten offiziellen Schenkungen hinzu. Schon bald reichte die vorgesehene Ausstellungsfläche nicht mehr aus und der Oberbürgermeister stellte im selben Gebäude weitere Räume zur Verfügung. Nachdem schließlich 1882 der Bankier und Kunstmäzen Barthold Suermondt der Stadt Aachen 104 kostbare Gemälde gestiftet hatte, die dann ebenfalls in der Alten Redoute unter der Federführung des Aachener Museumsvereins ihren Platz fanden, beschloss der Verein die Gründung eines offiziellen Museums in den Räumen der Redoute, dessen Eröffnung schließlich am 20. Oktober 1883 stattfand und in Bezug auf den Hauptstifter Suermondt-Museum bezeichnet wurde.
In den nächsten Jahren folgten weitere bedeutende und teilweise umfangreiche Schenkungen und die Räumlichkeiten wurden erneut zu klein. Daraufhin veranlasste im Jahre 1898 der amtierende Oberbürgermeister Philipp Veltman den Erwerb der Villa Cassalette in der Wilhelmstraße durch die Stadt Aachen und stellte diese Villa dem Museumsverein Aachen und seinem Suermondt-Museum zur Verfügung, dessen Neueröffnung dann am 26. Januar 1901 erfolgte. Ab 1916 wurde der Verein von dem bedeutenden Aachener Architekten und Baurat Georg Frentzen geleitet.
Auf Initiative des Direktors des Suermondt-Museums, Felix Kuetgens, wurde 1928 ein weiteres Museum in dem von der Stadt Aachen erworbenen Haus Fey am Seilgraben eingerichtet, in dem die bürgerliche Wohnkultur Aachens aus dem 18. und 19. Jahrhundert ausgestellt werden sollte. Das am 1. Juli 1929 eröffnete und ebenfalls vom Aachener Museumsverein unter dem damaligen amtierenden Vorsitzenden Robert von Görschen geförderte Museum erhielt den Namen Couven-Museum, benannt nach den Aachener Baumeistern Johann Josef Couven und seinem Sohn Jakob Couven.
Am 1. März 1957 übernahm der Fabrikant und Mäzen Peter Ludwig die Leitung des Museumsvereins und bereicherte zusammen mit seiner Frau Irene Ludwig das Suermondt-Museum mit einer Dauerleihgabe aus ihrer gemeinsamen Privatsammlung. Dies machte in den 1960er Jahren eine Neugliederung der Museumslandschaft nötig, infolge derer die Kunstgewerbesammlung in das neu eingerichtete Museum Burg Frankenberg überführt wurde, in dem darüber hinaus die Geschichte der Stadt Aachen vom steinzeitlichen Feuersteinbergwerk über die römischen Thermenanlagen bis in die Zeit der Industrialisierung dokumentiert wurde. Die Sammlungen der Modernen Kunst, vor allem jene der Familie Ludwig, fanden ihre neue Heimat in der so genannten „Neuen Galerie“, die im Alten Kurhaus Aachen eingerichtet wurde. Das Couven-Museum selbst war bereits nach dem Zweiten Weltkrieg im Haus Monheim neu eingerichtet worden, da das Haus Fey durch kriegsbedingte Zerstörungen hierfür nicht mehr geeignet war.
Anlässlich des 100-jährigen Bestehens des Museumsvereins überreichte das Sammlerehepaar Ludwig der Stadt Aachen am 9. Februar 1977 weitere 193 Objekte für das Suermondt-Museum, welches daraufhin in Suermondt-Ludwig-Museum umbenannt wurde. Anfang der 1990er Jahre mussten die städtischen Museen erneut umstrukturiert werden. Im Zuge dessen erhielt das Suermondt-Ludwig-Museum einen repräsentativen Erweiterungsbau, und die Neue Galerie zog in die Räumlichkeiten der vormaligen Schirmfabrik Brauer an der Jülicher Straße und nannte sich fortan „Ludwig Forum für Internationale Kunst“. Nach Abschluss dieser Maßnahmen übergab Peter Ludwig im Jahre 1994 das Amt des Vereinsvorsitzenden an den Honorar-Konsul der Türkei, Hans-Josef Thouet.
Für ihre jahrzehntelangen Verdienste um den Museumsverein und die städtischen Museen wurde Irene Ludwig zum Ehrenmitglied und ihr Mann Peter Ludwig zum Ehrenvorsitzenden des Vereins ernannt, der darüber hinaus auch den Ehrenring des Vereins erhielt. Lediglich eine weitere Ehrenmitgliedschaft sprach der Verein bisher aus, die im Jahre 2010 der ehemalige Oberbürgermeister Aachens, Jürgen Linden erhielt.
2014 wurde der Aachener Rechtsanwalt Günter F. Strauch zum 1. Vorsitzenden gewählt. Sein Vorgänger Hans-Josef Thouet wurde einstimmig zum Ehrenmitglied ernannt. Seit November 2022 ist die Aachener Bürgermeisterin Margrethe Schmeer 1. Vorsitzende.